# Put risa
Put risa, slovenski dokumentarni film. Povodom 45. obljetnice od naseljavanja euroazijskih riseva u sjeverne Dinaride, u sklopu projekta EU LIFE Lynx, radi provedbe aktivnosti dugoročnog očuvanja populacije risa u Dinaridima i jugoistočnim Alpama, odnosno spašavanja navedenih risjih populacije od izumiranja, snimljen je dokumentarni film. U projektu sudjeluju partneri iz Slovenije, Italije, Slovačke, Rumunjske i Hrvatske. Odaje počast lovcima i šumarima koji su sudjelovali u ovom poduhvatu. Risevi su naseljeni zbog toga što je područje Dinarida ostalo bez riseva. Zbog prekomjerna lova ris je početkom 20. stoljeća nestao kao vrsta. Godine 1973. šest je jedinka risa naseljeno iz Slovačke u Sloveniju. Film traje 20 minuta. U filmu voditelji razgovaraju s ključnim ljudima iz Hrvatske i Slovenije koji su sudjelovali u naseljavanju 1973. godine, te predstavlja napore koji se danas poduzimaju za spas populacije. Obrada zvuka Grega Švabič. Snimljeno u produkciji Life Lynx Projecta, i u koprodukciji Kawka Productiona i Setha M. Wilsona. Premijerno je prikazan lipnja 2018. godine.

## Vanjske poveznice
- Put risa na Vimeu, kanal LIFE Lynxa